# Emplois francs
En France, les Emplois francs est un dispositif créé à l'origine pour les jeunes défavorisés, mis en place par François Lamy, en 2013, à la suite des émeutes à Amiens survenues en 2012. Le dispositif initial avait échoué et avait été abandonné, puis il a été remis en place en 2018 à titre expérimental. Faute de succès, ce dispositif a été étendu à l'ensemble des quartiers prioritaires en 2020, et sa mise en œuvre en faveur de publics y résidant a été prolongée d'un an. Sont concernés les demandeurs d'emplois, quels que soient l'âge, les diplômes, le temps de travail.

## Définition
Les emplois francs visent à insérer des personnes issues de quartiers difficiles dans le monde du travail. Son principe est d'apporter une aide financière aux employeurs embauchant des demandeurs d'emploi venant de zones défavorisées.
Le but de ce dispositif est de permettre à ces personnes d'obtenir un emploi pérenne.
Depuis le 1er avril 2018, l’emploi franc permet aux entreprises ou associations, quel que soit leur lieu d’implantation, de bénéficier d’une prime pour l’embauche, en CDI ou CDD d’au moins 6 mois, d'un chômeur habitant un quartier prioritaire de la politique de la ville (QPV).
Conditions requises : résider dans un quartier prioritaire de la politique de la ville ; postuler à un emploi en CDI ou CDD d'au moins 6 mois ; être demandeur d'emploi inscrit à Pôle emploi, ou un adhérent à un contrat de sécurisation professionnelle (CSP), ou un jeune suivi par une mission locale.

## Historique

### Le lancement du dispositif sous la présidence de François Hollande
Ce dispositif a été créé à la suite des émeutes à Amiens en 2012. Lors de sa visite du 20 août 2012, le ministre de la ville de l'époque, François Lamy, annonce la création d'emplois francs. Le 30 septembre de la même année, François Lamy identifie quatre villes où le dispositif sera testé : Amiens, Marseille, Grenoble et Clichy-sous-Bois. Le 18 février 2013, le gouvernement annonce qu'il va subventionner 2 000 emplois francs avec un objectif de 10 000 sur trois ans.
Le premier contrat est signé à Marseille, le 10 juillet 2013. Le 3 août, François Hollande décide de doubler le nombre d'emplois francs pour l'année 2013 et ce dispositif est étendu à 160 ZUS de 43 communes fin octobre.

### Un dispositif rapidement à l'arrêt, jugé insatisfaisant
Toutefois, l'utilité de ce dispositif n'est pas jugée concluante, l'objectif fixé n'étant pas atteint car seuls 250 contrats ont été signés sur les 10 000 prévus, ce qui conduit à son abandon.

### Les emplois francs relancés par Emmanuel Macron

#### Un dispositif d'abord expérimenté
Emmanuel Macron, président de la République, annonce le retour des emplois francs lors d'un déplacement à Clichy-sous-Bois, le 13 novembre 2017.
À ce titre ce dispositif fera l'objet d'une nouvelle expérimentation, à partir de janvier 2018, sur les quartiers des villes de Roubaix, Tourcoing, Angers, Marseille et de banlieues de villes d'Île-de-France. Si cette expérimentation est jugée concluante, elle sera alors déployée au niveau national, en 2020. Un arrêté du 22 mars 2019 fixe la liste des territoires éligibles.

#### L'évaluation mitigée de la DARES sur l'expérimentation
Un rapport de la DARES portant sur l'évaluation de l'expérimentation des emplois francs entre avril 2018 et mars 2019 a été publié en décembre 2019. Le comité d'évaluation, composé d'experts en économétrie et en sociologie comme Yannick L'Horty ou Renaud Epstein, rend des conclusions mitigées sur l'efficacité du dispositif dans la lutte contre la discrimination à l'embauche et dans la lutte contre le chômage dans les quartiers prioritaires de la ville (QPV). Il pointe notamment le défaut d'information des employeurs concernant l'existence du dispositif, mais soulève aussi le manque d'information autour de la notion de « quartiers prioritaires de la ville » du côté des recruteurs.

#### La généralisation des emplois francs à l'ensemble des QPV
Depuis le 1er janvier 2020, le dispositif des emplois francs a été généralisé à l'ensemble des quartiers prioritaires de la ville pour une durée d'un an.